# Cereopsius arbiter
Cereopsius arbiter es una especie de escarabajo longicornio del género Cereopsius,  subfamilia Lamiinae. Fue descrita científicamente por Pascoe en 1885.
Se distribuye por Malasia. Mide 20 milímetros de longitud.